# عيون موسى (مصر)
عيون موسى هي عيون مائية عذبة تضم 12 واحة يعتقد انها تعود إلى عهد النبي موسى، تقع شرق محافظة السويس بالقرب من منطقة رأس سدر بجنوب سيناء بمصر على بعد 35 كيلو متر من مدينة السويس و25 كم من نفق أحمد حمدي على طريق نفق أحمد حمدي – شرم الشيخ، و165 كيلو مترا من القاهرة. تتوسط العيون مدينتي السويس ورأس سدر وتتبع إداريا إلى محافظة السويس.
تعتبر (عيون موسى) من المناطق السياحية ذات الطابع المميز يزورها السائحون في طريقهم إلى شرم الشيخ، تتسم بجمال مناخها ومناظرها الخلابة المطلة مباشرة على ساحل خليج السويس وتضم أشجار النخيل والحشائش الكثيفة بالإضافة الي عيون المياه العذبة وجميعها صالحة للشرب إذا ما تم تطهيرها ومعظم سكانها من أبناء جنوب سيناء.

## التسمية

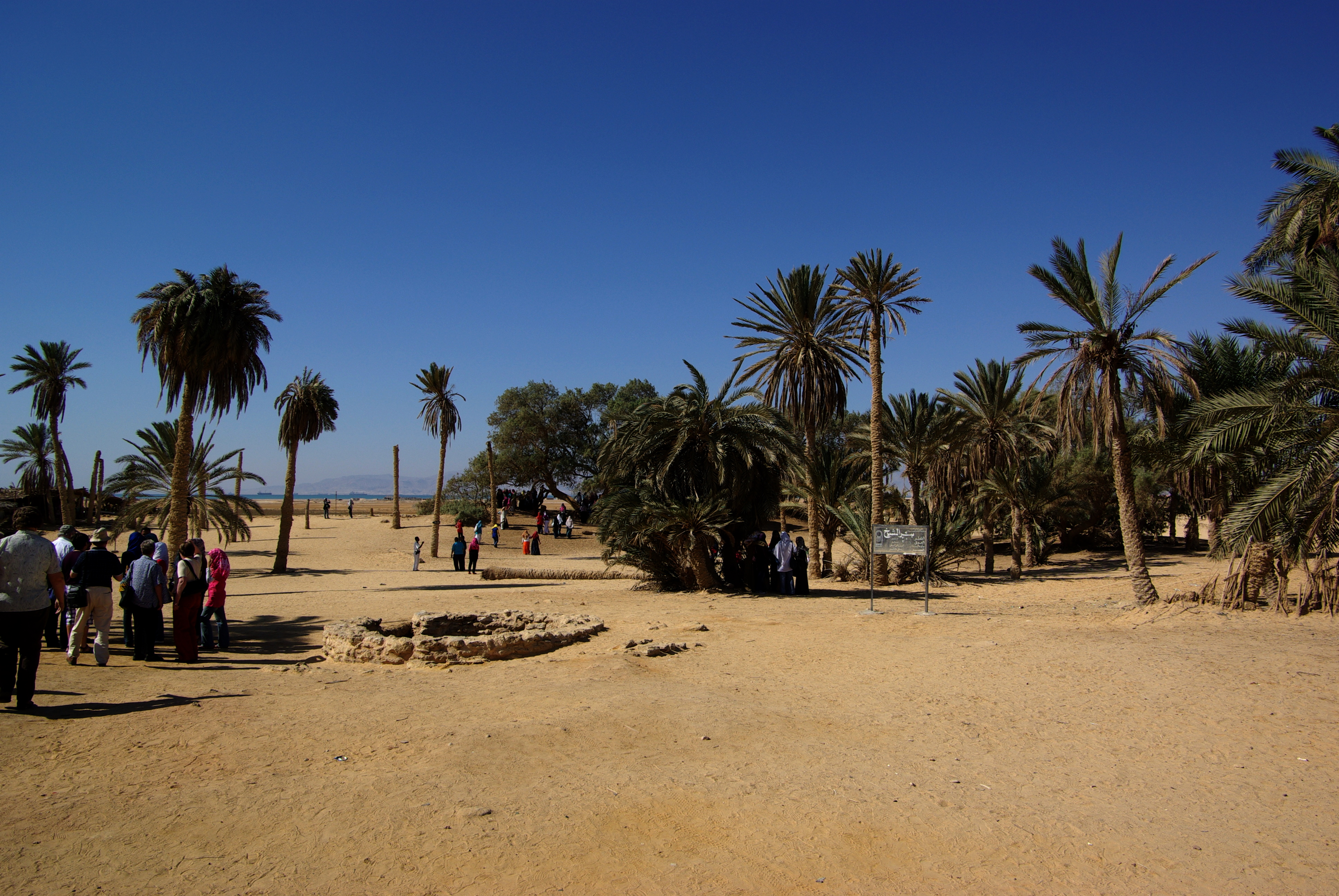
إحدى عيون موسى والمسماه (بئر الشيخ).

سميت عيون موسى بهذا الاسم نسبة إلى اعتقاد في الدين الإسلامي بأن هذه الواحة تفجرت منها 12 عينا للمياه الصالحة للشرب للنبي موسى كما ذكر في سورة البقرة في الآية 60: ﴿وَإِذِ اسْتَسْقَى مُوسَى لِقَوْمِهِ فَقُلْنَا اضْرِبْ بِعَصَاكَ الْحَجَرَ فَانْفَجَرَتْ مِنْهُ اثْنَتَا عَشْرَةَ عَيْنًا قَدْ عَلِمَ كُلُّ أُنَاسٍ مَشْرَبَهُمْ كُلُوا وَاشْرَبُوا مِنْ رِزْقِ اللَّهِ وَلَا تَعْثَوْا فِي الْأَرْضِ مُفْسِدِينَ ۝٦٠﴾ [البقرة:60].

## تاريخ
هناك إشكالية تاريخية في تحديد الفترة الزمنية التي ترجع إليها تلك الآبار، يعتقد أنها ترجع في شكلها الحالي إلى العصر البيزنطي. شيدت الآبار من الحجر الجيري المحلي وهو حجر ردئ جدًا ويحتاج إلى عمليات صيانة وترميم مستمرة.
لم يتبق اليوم من هذه العيون الإثني عشر سوى خمس فقط إذ طمرت باقى العيون لعدم الأهتمام بها وصيانتها فأدى ذلك لانتشار الطحالب وأشجار البوص، وقد وُضع بجانب كل عين لافتة باسم العين وعمقها، أطلق البدو المحليين العديد من الأسماء على الآبار المكتشفة مثل: (بئر الزهر والبئر البحرى والبئر الغربي وبئر الشايب وبئر الشيخ وبئر الساقية وبئر البقباقة)، ولا يخرج الماء حاليا إلا من عين واحدة فقط هي بئر الشيخ، ويبلغ متوسط عمق العيون حوالى 40 قدم، ويجرى الآن مشروع لتطوير وتجميل هذه العيون حيث سيتم زرع المنطقة المحيطة بها وترميم العيون المتبقية وبناء معرض بجانبها يحوي الآثار التي عثر عليها في هذا المكان.

## عيون موسى من الناحية الدينية

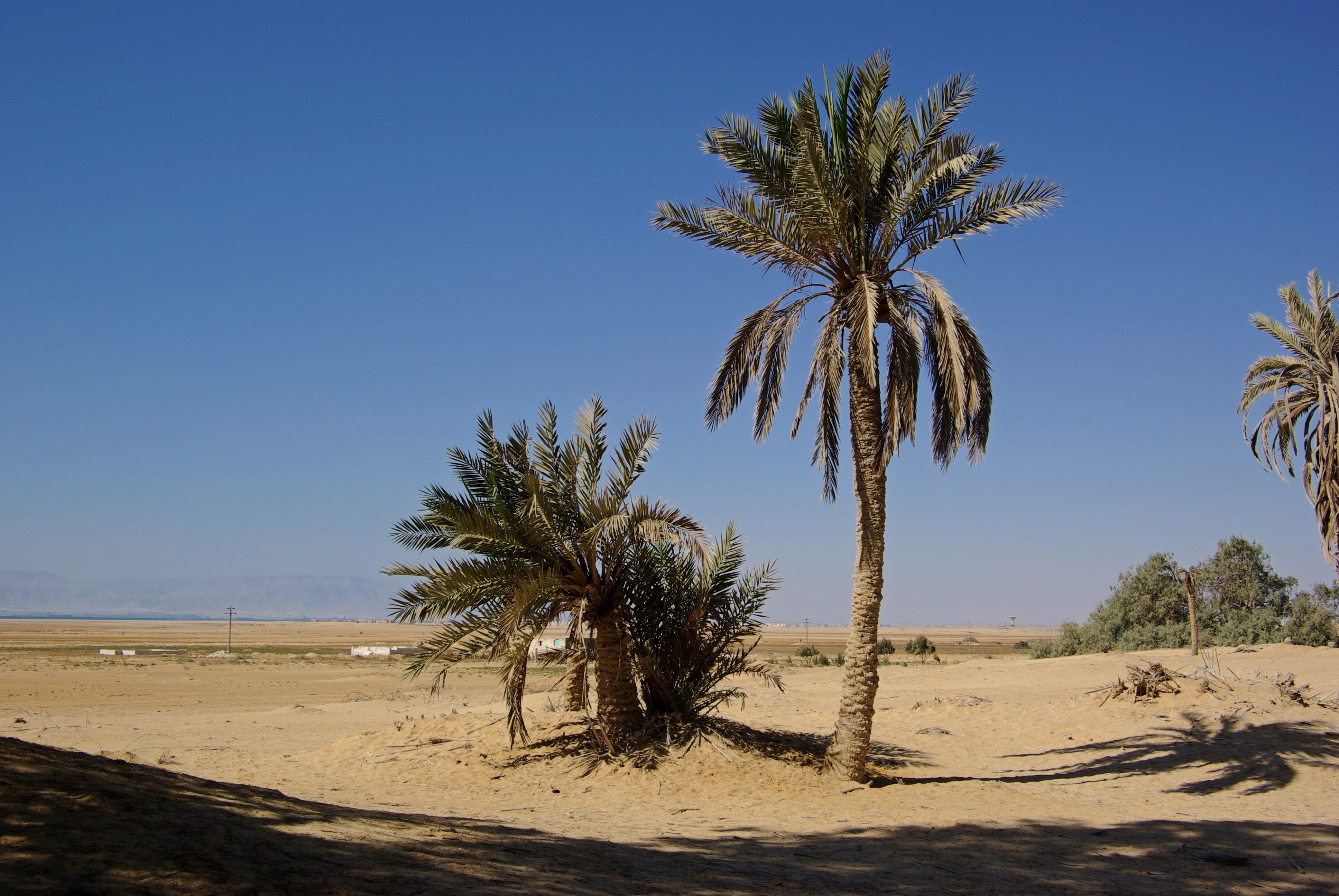

تعد عيون موسى مزاراً دينياً هاماً جداً إذ ذكرت في القرآن في الآية التي تذكر أن الله فجر اثنتي عشرة عينا بعدد أسباط بني إسرائيل. تفجرت المياه العذبة بعدما ضرب النبي موسى بعصاه الحجر استجابة لأمر إلهي، ليشرب بنو إسرائيل من مائها العذب، بعد رحلة مطاردة من فرعون حاكم مصر في ذلك الوقت لأتباع الدين الجديد أثناء خروجه وشعب من مصر الي الأراضي المقدسة عبر سيناء.
أثبتت الدراسات الحديثة التي قام بها فيليب مايرسون أن المنطقة من السويس وحتي عيون موسى منطقة قاحلة جدًا وجافة مما يؤكد ان بني إسرائيل اشتد بهم العطش بعد مرورهم على كل هذه المنطقة حتي تفجرت لهم العيون،[بحاجة لمصدر] وقد وصف الرحالة الذين زاروا سيناء في القرنين الثامن والتاسع عشر هذه العيون ومنهم ريتشارد بوكوك، واستمر تدفق المياه بالواحة فنبتت العديد من أشجار النخيل والحشائش.

## النقطة الحصينة بعيون موسى
تقع النقطة الحصينة لعيون موسى على مقربه من منطقة عيون موسى وهي أحد المواقع التي أستخدمها الجيش الإسرائيلي قبل حرب أكتوبر 1973 إذ سيطر منها على الجزء الشمالي من خليج السويس، وفي يوم 9 أكتوبر عام 1973م تمكن الجيش المصري من الاستيلاء على هذا الموقع الهام بعد أن صدرت الأوامر بمهاجمته والأستيلاء عليه لأهميته، لتنسحب القوات الإسرائيلية تاركه ورائها الموقع بكامل أسلحته ومعداته.[بحاجة لمصدر]
يتكون موقع النقطة الحصينة بعيون موسى من ستة دشم خرسانية مسلحة ذات حوائط سميكة مغطاة بقضبان سكة حديد وفوقها سلاسل من الصخور والحجارة التي يمكنها تحمل القنابل زنة 1000 رطل، ومحاطة بنطاقين من الأسلاك الشائكة ومزوده بشبكه إنذار إلكترونية وكل دشمه بها هاوتزر عيار 155 مم وبابه من الصلب وهناك أماكن مخصصه لمبيت الجنود والقادة يربطها خنادق للمواصلات ويعلوها نقط مراقبه ومنشآت إدارية وطبية وهذه النقطة بها الاكتفاء الذاتي الذي يكفيها لمدة شهر.[بحاجة لمصدر]